# Alessandro Chiarolla
Alessandro Chiarolla (Mogadiscio, 11 settembre 1942) è un fumettista italiano.

## Biografia
Nato in Somalia, all'epoca colonia italiana in Africa, ritornò con la famiglia a Roma, dove la madre, rimasta vedova, si risposò con il fumettista Renato Polese il quale gli insegnò l'arte e, nonostante gli studi di ragioneria, divenne un disegnatore di fumetti esordendo nel 1960 sul Vittorioso e, fino al 1974, collaborò anche con case editrici europee come la Fleetway, la Verlag e la Ratier. Negli anni settanta iniziò a collaborare con Alfredo Castelli realizzando serie a fumetti pubblicate su Il Giornalino come Bassa marea (1970), Fortini sul fiume (1971) e Central Hospital (1979); nel 1975 iniziò a collaborare anche con il Corriere dei Ragazzi. Dopo una breve collaborazione con la Lancio, editore delle riviste Lanciostory e Skorpio, e con la Edifumetto, iniziò nel 1984 una lunga collaborazione con la Sergio Bonelli Editore per la quale esordì realizzando la serie western Bella & Bronco e poi, dal 1985, entrò nello staff delle serie Martin Mystère e poi di Zagor.